# Bartolomeo Ambrosini
Bartolomeo Ambrosini (Bologna, 1588 – Bologna, 3 febbraio 1657) è stato un botanico, medico e naturalista italiano, per oltre trenta anni prefetto dell'Orto botanico di Bologna e curatore di molte delle opere postume di Ulisse Aldrovandi.

## Biografia
Fratello maggiore di Giacinto (1605 - 1672), anch'egli botanico, Bartolomeo si è laureato in filosofia e in medicina nel 1610 presso l'Università di Bologna. Qui, già a partire dal 1612, ha insegnato prima logica, poi medicina, infine botanica dal 1619, con la direzione, alla morte di Uterverio, del giardino botanico, cui si è dedicato dal 1620 al 1657. In occasione dell'epidemia di peste che investì anche l'Italia nel 1630, si è prodigato come medico volontario per la sua città, anche stendendo un vademecum dal titolo Modo e facile preserva, è cura di peste.
Il suo nome è particolarmente legato alla curatela - affidatagli dal Senato di Bologna - di alcune delle principali opere rimaste incompiute di Aldrovandi, tra le quali la Storia dei serpenti e dei draghi del 1639 e la Storia dei mostri del 1642, cui aggiunse dei suoi paralipomeni, sotto il titolo di  Paralipomena accuratissima historiae omnium animalium.. Ma Ambrosini ha dato alle stampe anche dei trattati propri, soprattutto di ordine medico e farmacopeico.
Carlo Linneo gli ha dedicato il genere Ambrosina della famiglia delle Araceae, mentre l'Archiginnasio di Bologna conserva due monumenti (un'epigrafe e un busto) in sua memoria.

## Opere principali

### Aldrovandine
- (a cura di), De quadrupedibus digitatis viuiparis libri tres, et De quadrupedibus digitatis ouiparis libri duo, Bologna 1637  online..
- (a cura di), Serpentum, et draconum historiae libri duo, Bologna 1639  online..
- (a cura di), Monstrorum historia cum Paralipomenis historiae omnium animalium, Bologna 1642  online..
- (a cura di), Musaeum metallicum in libros 4 distributum, Bologna 1648  online..

### Varie
- Panacea ex herbis quae à sanctis denominantur concinnata...historia, Bologna 1630.
- Theorica tabulas veluti digesta in medicina, Bologna 1632.
- De pulsibus, Bologna 1645.
- De externis malis, Bologna 1656.